# 南51線
 南51線，「佳里興～下宅子」線，是位於臺南市的一條鄉道，北起臺南市佳里區佳化里佳里興，南至臺南市西港區金砂里下宅子南側，全長 5.673 公里。

## 行經行政區域
臺南市
- 佳里區：
- 西港區

## 沿線景點及寺廟
- 南51線沿線：
  - 佳里區：長興宮、新宅天玄宮、同安寮鎮安宮。
  - 西港區：下宅子進興宮

## 連接道路
- 南51線沿線可連接以下公路：
  - 市道176號
  - 南24線（本區道起點）
  - 南45線（本區道終點）
  - 南47線（鄰近本區道起點）
  - 南45-1線